# Szőlősgyörök
Szőlősgyörök é um município da Hungria, situado no condado de Somogy. Tem 18,63 km² de área e sua população em 2019 foi estimada em 1.241 habitantes.